# Saburó Kawabuči
Saburó Kawabuči (* 3. prosinec 1936) je bývalý japonský fotbalista.

## Reprezentační kariéra
Saburó Kawabuči odehrál 26 reprezentačních utkání. S japonskou reprezentací se zúčastnil letních olympijských her 1964.

## Statistiky
| Japonsko | Japonsko | Japonsko |
| Roky     | Záp.     | Góly     |
| -------- | -------- | -------- |
| 1958     | 2        | 2        |
| 1959     | 9        | 3        |
| 1960     | 1        | 0        |
| 1961     | 6        | 1        |
| 1962     | 6        | 2        |
| 1963     | 0        | 0        |
| 1964     | 0        | 0        |
| 1965     | 2        | 0        |
| Celkem   | 26       | 8        |